# Comme des Garçons
Comme des Garçons (jap.コム・デ・ギャルソン [Komu de Gyaruson]) – japońska marka odzieżowa założona przez projektantkę Rei Kawakubo w 1969 roku w Tokio.
Główne siedziby firmy mieszczą się w dzielnicy mody Aoyama oraz w Paryżu na Place Vendôme. Sklepy sztandarowe i koncepcyjne znajdują w największych miastach świata m.in. w Nowym Jorku, Hongkongu, Seulu i Pekinie.
Do najbardziej cenionych kolekcji marki należą m.in. Comme des Garçons SHIRT, Tricot Comme des Garçons, oraz młodzieżowa Comme des Garçons PLAY, kojarzona w świecie mody z logotypem czerwonego serca z oczami.
Do spółki należy sieć sklepów z odzieżą luksusową Dover Street Market, z siedzibą w Londynie.

## Historia
Marka została założona w 1969 przez Rei Kawakubo w Tokio, natomiast w 1973 roku została oficjalnie zarejestrowana jako spółka publiczna, Comme des Garçons Co. Ltd. Francuska nazwa w wolnym tłumaczeniu oznacza „jak chłopcy” i została zaczerpnięta z popularnej francuskiej piosenki pt. „Tous les garçons et les filles” znanej piosenkarki Francoise Hardy. Założycielka zdobyła doświadczenie projektantki pracując w dziale marketingowym firmy produkującej tekstylia, gdzie pracowała przy sesjach zdjęciowych. Później jako stylistka nie mogąc znaleźć odpowiednich ubrań do zleceń zaczęła je szyć sama.
Marka szybko zdobyła uznanie w Japonii, lecz pojawiając się po raz pierwszy na Paris Fashion Week w 1981 roku wzbudziła kontrowersje wśród zachodnich odbiorców swoją całą czarną kolekcją o niewymiarowych kształtach z postrzępionych materiałów.

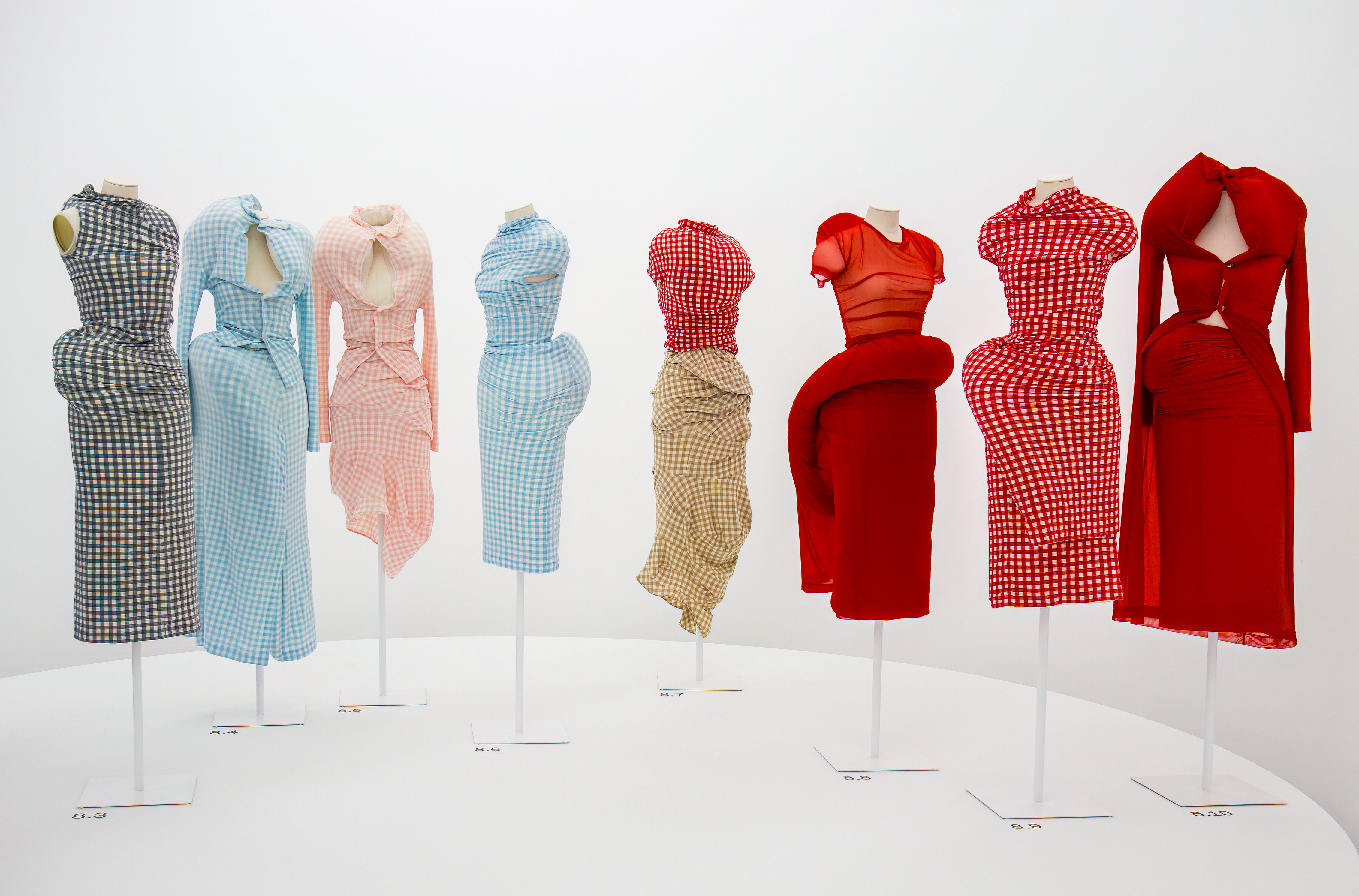
Wystawa Comme des Garcons w MET

## Comme des Garçons PLAY
Comme des Garçons Play to młodzieżowa, najłatwiej dostępna, a zarazem najlepiej sprzedająca się linia Comme des Garcons założona w 2002 roku. Logo kolekcji zaprojektowane przez polskiego artystę Filipa Pągowskiego jest jednym z najbardziej rozpoznawalnych w świecie mody. Serce z oczami jest wykorzystywane w wielu wariantach na koszulkach, dzianinach i akcesoriach produkowanych przez Comme des Garçons. Jest to również marka chętnie noszona przez znane osobistości takie jak Drake, Kanye West, czy Kendrick Lamar.

## Współprace
Marka Comme Des Garçons ma na koncie wiele współpracy od swojego wejścia na rynek. Najbardziej rozpoznawalną jest współpraca z Converse, która dała początek Converse x Comme Des Garçons Play. Comme Des Garçons współpracowała również z Nike i Supreme, tworząc Air Force 1 x Supreme x Comme Des Garçons, oraz odtwarzając wersję Air Vapormax z Nike. Współpraca z Supreme bazuje na przemodelowaniu słynnego logo amerykańskiej marki.

## Kolekcje[10]
Zaprojektowane przez Rei Kawakubo
- Comme des Garçons
- Comme des Garçons Noir
- Comme des Garçons Comme Des Garçons
- Comme des Garçons Homme Plus
- Comme des Garçons Homme Plus Sport
- Comme des Garçons Homme Plus Evergreen
- Comme des Garçons Homme Deux
- Comme des Garçons SHIRT
- Comme des Garçons SHIRT Girl
- Comme des Garçons SHIRT Boy(s)
- Comme des Garçons Girl
- Play Comme des Garçons
- BLACK Comme des Garçons

Zaprojektowane przez Junya Watanabe
- Comme des Garçons Homme
- Comme des Garçons Robe de Chambre
- Junya Watanabe Comme des Garçons
- Junya Watanabe Comme des Garçons Man
- Junya Watanabe Comme des Garçons Man Pink

Zaprojektowane przez Tao Kurihara
- Tao Comme des Garçons
- Tricot Comme des Garçons

Zaprojektowane przez Fumito Ganryu
- Ganryu Comme des Garçons

Zaprojektowane przez Kei Ninomiya
- Noir Kei Ninomiya

Akcesoria
- Comme des Garçons Edited
- Comme des Garçons Pearl
- Comme des Garçons Parfum
- Comme des Garçons Parfum Parfum
- Comme des Garçons Wallet
- Speedo Comme des Garçons
- Hammerthor Comme des Garçons Shirt